# 大津城の戦い
大津城の戦い（おおつじょうのたたかい）は、慶長5年9月7日（1600年10月13日）から同年9月15日（同10月21日）まで、近江国大津城を巡って行われた戦い。関ヶ原の戦いの前哨戦と位置付けられる。

## 経緯
豊臣秀吉の死後、徳川家康と、石田三成らの対立は、慶長5年の会津征伐を契機として表面化する。三成は家康が会津攻めに赴いたことを好機として、大谷吉継や毛利輝元らの諸大名を糾合して挙兵した。そして、家康が畿内を留守にしている隙をついて伏見城を落とし（伏見城の戦い）、次いで北陸や伊勢方面の平定に乗り出していた。
北陸方面の平定には、越前敦賀の大名である吉継が担当することとなった。そして、この北陸方面軍の一員として、近江大津城の城主・京極高次が加わっていた。ところが吉継が北陸から美濃へと転進する最中に、高次は突如東軍に寝返り、手勢3000名を率いて大津城に籠城し、防備を固め始めた。もっとも、家康は上杉討伐に向かう前に大津城で高次と会談して支持を取り付けており、高次は最初から東軍の一員であったが、東軍加担の事実が発覚するのを避けるため西軍の動きに一見応じる姿勢を見せ、三成ら西軍諸将がその事実に気づかなかっただけだとする説もある。
大津城は城自体が琵琶湖に面した舟運基地であり、また城下には東海道・中山道・西近江路が束ねられ、西軍の進出している越前・美濃・伊勢方面と西軍本拠の上方を結ぶ交通における要衝であったことから、西軍側は早急に寝返りに対処する必要があった。籠城中、大津城に大坂城から使者が送られる。使者は城内にいる初（常高院）、龍（松の丸殿）を守るために送られたもので、淀殿と北政所の連携によるものである。
西軍側は毛利元康を大将とし、それに立花宗茂、小早川秀包、筑紫広門ら九州方面の諸大名の軍勢を中心とした総勢1万5000人の軍勢をもって、9月7日より大津城に対して包囲攻撃を開始した。
9月11夜から12日の夜明けまでに、京極方の赤尾伊豆守・山田大炊は兵500を率いて夜中に城外へ討って出て、毛利や筑紫の陣所に乗り込んで戦ったという。しかし、宗茂は城方の夜襲を予見し、さらに家臣の十時連貞が敵将の丸毛萬五郎・箕浦備後・三田村安右衛門の3人を捕縛した。
12日の戦では、宗茂は高さ1間（約1.8m）の土塁と城からの矢弾を防ぐ竹束を置いて、千鳥掛のような幅1間半（約2.7m）、深さ1間余の塹壕を掘り、ここより鉄砲射撃を行わせた。「早込」を用いた立花勢は他家の鉄砲隊の3倍速で銃撃し、城方は激しい銃撃に耐えられず鉄砲狭間を閉じた。
翌13日に立花勢の先鋒大将・立花成家や内田統続らが城の外壁を破るのに奮戦し、由布惟貞が一番乗りを果たし、続いて中江新八、清田正成らは数多く敵を斬り払って三の丸から二の丸まで突破したという。また、同日に立花勢より大砲を城内に撃ち込んだ。砲弾は天守にも命中、城内は混乱した。「立花勢、長等山より城中に大筒を打ち入れ、これより防戦難儀にをよぶ」と伝えている。
14日、元康は大坂城からの使者・高野山の木食応其上人と新庄直忠を遣わし、降伏を勧めたが、高次はそれに従わず徹底抗戦の構えを見せた。その時、宗茂が高次の一命を助けようとの保証の書状をしたため、家臣の世戸口政真が大津城に立てられる高次の馬印に矢文を見事に命中させた。その書状の内容を読んだ高次は宗茂の厚情に感じ入り、かつ北政所の使者・孝蔵主を受け、老臣の黒田伊予の説得もあり、遂に降参した。宗茂は一族の立花政辰（立花三郎右衛門・臼杵新介）を人質として城中へ送った一方、15日に高次は園城寺に入り、剃髪染衣の姿になって下城したので、宗茂は身柄を受け取り、高野山へ送った。

## 影響
この攻防戦は西軍の勝利に終わったが、大津城が開城した9月15日は関ヶ原の戦いの当日であった。そのため西軍は、本来ならば関ヶ原にあったはずの1万5000人の兵力を欠いたまま東軍と戦うという状況に陥った。結果として、大津城の落城という戦果は、その日のうちに無意味なものとなった。
立花宗茂は大津城を開城させた後、軍勢を率いて草津まで進出したが、そこで西軍の壊滅を知って大坂城への退却を余儀なくされ、戦後に改易された。
一方、敗軍の将である京極高次に対して徳川家康は、関ヶ原戦後に高次の弟・京極高知（関ヶ原で東軍の将として功を挙げた）を使者として高野山に派遣し、大名としての復帰を許しただけではなく、若狭一国・8万5000石を与えて功に報いた。また、その翌年には近江国高島郡から7100石が加増され、あわせて9万2100石となった。家康は高次が宗茂らを大津城に引き付け、関ヶ原へ向かわせなかったことを称賛したという。

## 参戦武将
大津城攻撃部隊
- 毛利元康（三井寺口と尾花川口）
- 立花宗茂（浜町口）
- 堅田元慶
- 石川頼明
- 伊東長実
- 垣屋恒総
- 片桐且元（中立、東軍説もあり）
- 片桐貞隆
- 蒲池吉広
- 木下俊定
- 木下重堅
- 桑山一晴
- 郡宗保
- 杉若無心
- 多賀秀種
- 多賀秀家
- 高橋直次（浜町口）
- 筑紫広門（浜町口）
- 南条元忠
- 速水守久
- 逸見時之
- 増田盛次
- 杉若氏宗
- 宗義智
- 増田作左衛門
- 杉浦久信
- 杉谷伝三
- 伊東長孝
- 小手秀政
- 松浦久信
- 宮部長熙
- 小早川秀包（京町口）
- 矢部定政
- 横浜茂勝

## 備考
- 石田三成は慶長5年9月12日付で増田長盛に宛てた書状で、伊那侍従（京極高知）の存在を見落としていたことを悔やんでいる（高知が東軍についている時点で兄の高次も東軍とつながっている可能性があったのに気づいていなかったことを指したものか）[1]。
- 板坂卜斎は「大津の城を攻め候を、京の町人共重箱を提げ、水筒を持たせ、三井寺観音堂にて、恐しげもなく日夜見物申し候なり」と覚書に記しており、攻防戦を場外の遠くから見物している群衆がいたことが知られる[19]｡

## 関連作品
- 秋月達郎『螢の城』PHP研究所、2011年2月。 - 2015年の文庫化（PHP文芸文庫）にあたり『火螢の城』と改題。
- 今村翔吾『塞王の楯』集英社、2021年10月。 - 第166回直木三十五賞受賞作